# Parafia św. Ludwika w Jońcu
Parafia pw. Świętego Ludwika w Jońcu – parafia należąca do dekanatu nasielskiego, diecezji płockiej, metropolii warszawskiej.
Została erygowana w XIV wieku.

## Miejsca święte

### Kościół parafialny
Obecny kościół został zbudowany w 1784 z fundacji Michała Jerzego Poniatowskiego, biskupa płockiego. Świątynia została konsekrowana w 1792 przez biskupa pomocniczego płockiego Michała Mdzewskiego.

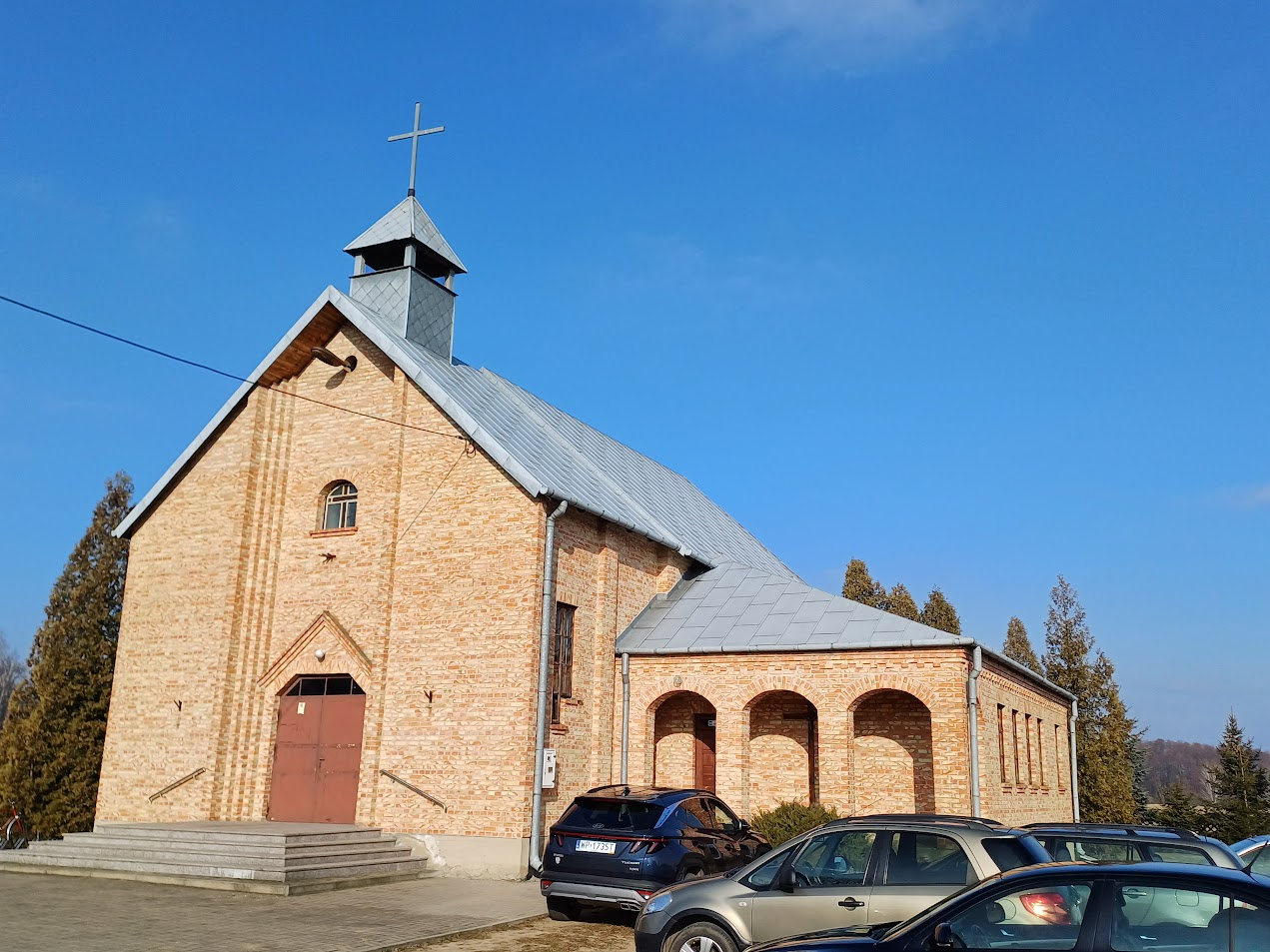
Kościół filialny w Lisewie